# Bundesautobahn 23
Bundesautobahn 23 eller A 23 er en motorvej i Tyskland. Den forbinder Ditmarsken med Hamburg. Den bærer også navnet Westküstenautobahn.